# Maria Deryng
Maria Deryng-Walewska (ur. 25 marca 1857 w Wilnie, zm. 1918 w Rosji) – aktorka polska, córka Emiliana Derynga.

## Życiorys
Debiutowała we Lwowie w 1870 rolą Adrianny w sztuce „Pożar w klasztorze” Theodore’a Barrière’a. Wkrótce porzuciła role naiwne i zyskała powodzenie w rolach tragicznych; w Warszawie wystąpiła po raz pierwszy w 1875, już w roku następnym zaangażowana do tamtejszych teatrów w miejsce wyjeżdżającej do Ameryki Heleny Modrzejewskiej.
Z ról jej celniejsze były: Ofelia w „Hamlecie”, Małgosia w „Fauście”, Klara w „Ślubach panieńskich”, Goplana w „Balladynie”, Julia w „Romeo i Julii”, Kordelia w „Królu Learze”.
Porzuciła scenę w 1882 wstępując w związek małżeński (1883) z Bogumiłem de Colonna Walewskim (prawnikiem). Z mężem zamieszkała na stałe w Rosji, od tego czasu Polskę odwiedzając już tylko sporadycznie.